# Vienne-la-Ville
Vienne-la-Ville ist eine französische Gemeinde mit 162 Einwohnern (Stand: 1. Januar 2022) im Département Marne in der Region Grand Est (vor 2016 Champagne-Ardenne). Sie gehört zum Arrondissement Châlons-en-Champagne und zum Kanton Argonne Suippe et Vesle.

## Geografie
Vienne-la-Ville liegt an der oberen Aisne und ihrem Zufluss Bionne in der Landschaft Argonne, etwa 50 Kilometer westnordwestlich von Verdun. Umgeben wird Vienne-la-Ville von den Nachbargemeinden Servon-Melzicourt im Norden, Saint-Thomas-en-Argonne im Nordosten, Vienne-le-Château im Osten und Nordosten, Moiremont im Südosten, La Neuville-au-Pont im Süden, Courtémont im Südwesten sowie Berzieux im Westen.

## Bevölkerungsentwicklung
| Jahr                       | 1962 | 1968 | 1975 | 1982 | 1990 | 1999 | 2006 | 2018 |
| Einwohner                  | 191  | 181  | 182  | 184  | 177  | 176  | 189  | 173  |
| Quellen: Cassini und INSEE |      |      |      |      |      |      |      |      |

## Sehenswürdigkeiten
- Kirche Saint-Maurice aus dem 16. Jahrhundert, während des Ersten Weltkrieges fast vollständig zerstört

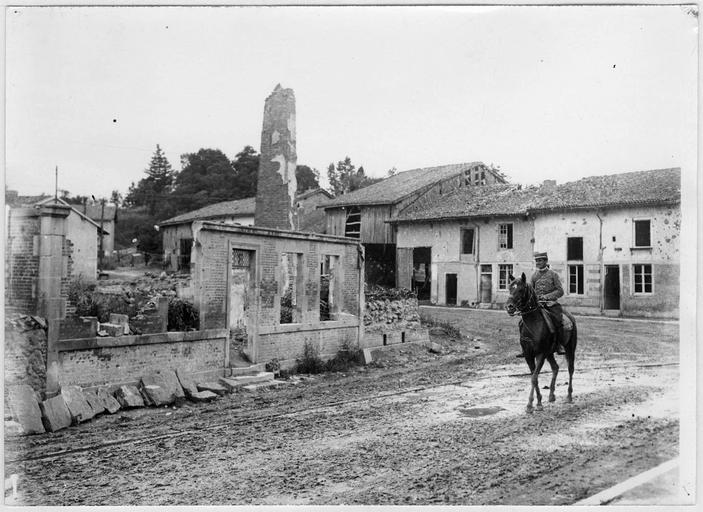
Vienne-la-Ville 1915